# Chaos In Motion
Chaos in Motion är en live-DVD med det amerikanska progressive metal-bandet Dream Theater, utgiven i september 2008.

## Låtlista
| Skiva 1 1. Intro/Also sprach Zarathustra 2. Constant Motion 3. Panic Attack 4. Blind Faith 5. Surrounded 6. The Dark Eternal Night 7. Keyboard Solo 8. Lines in the Sand 9. Scarred 10. Forsaken 11. The Ministry of Lost Souls 12. Take the Time 13. In the Presence of Enemies 14. Schmedley Wilcox: - I. Trial of Tears - II. Finally Free - III. Learning to Live - IV. In the Name of God - V. Razor's Edge | Skiva 2 - "Behind The Chaos On The Road" 90 minute Documentary - Promo Videos 1. Constant Motion 2. Forsaken 3. Forsaken (In Studio) 4. The Dark Eternal Night (In Studio) - Live Screen Projection Films: 1. The Dark Eternal Night (N.A.D.S) 2. The Ministry Of Lost Souls 3. In The Presence Of Enemies Pt. 2 - "Mike Portnoy Stage Tour" - "Mike Portnoy Backstage Tour" - Photo Gallery |

### Special Edition CD
En specialutgåva av denna dvd släpptes, vilken innehöll 5 skivor. Utöver de två DVD-skivorna ovan medföljde 3 CD-skivor.